# I Флавиев Миротворец легион
I Флавиев Миротворец легион (лат. Legio I Flavia Pacis) — один из легионов поздней Римской империи.
Данное подразделение было сформировано вместе с II Флавиевым Храбрым и III Флавиевым Спасителем легионами императором Констанцием I Хлором после окончания борьбы с британскими узурпаторами Караузием и Аллектом. После этого они были переведены под командование дукса армориканских и нервиканских дорог для защиты галльских берегов от набегов пиратов-саксов. В то время легион относился к разряду лимитанов.
По другой версии, подразделение было основано по приказу Константина I Великого или Констанция II. При этом императоре вексиляции легиона были переведены в комитаты. Полководец Феодосий Старший, отец будущего императора Феодосия I, перевел легион в 373 году в Северную Африку с целью свержения узурпатора Фирма. Тогда легион временно дислоцировался у Цезареи. Затем, в 389 году легион вернулся в Британию под командование дукса Британии, где и оставался до 407 года. После ухода римлян из Британии, части легиона стали лагерем в Эльзасе в городе Салеций. другие части были в Африке. Легион упоминается в Notitia Dignitatum.